# Andrea Czortek
Andrea Czortek (Arezzo, 22 giugno 1971) è un presbitero, storico e archivista italiano, specializzato nello studio del Medioevo. Studioso di storia medievale e di storia della Chiesa, ha condotto ricerche sulla storia istituzionale di alcuni comuni d'area centro italiana, la carità nell'alto medioevo, il monachesimo umbro e toscano nei secoli XI-XIV, l'esercizio del credito a usura e su pegno nei secoli XIII e XIV e la legislazione sul gioco dei secoli XIV-XV. Attualmente si occupa di storia religiosa del medioevo italiano, con particolare riferimento all'età comunale e specifico interesse per il monachesimo, l'eremitismo, gli ordini mendicanti e la vita religiosa dei laici. Dall'anno accademico 2008-2009 al 2020-2021 è stato professore di Storia della Chiesa nell'Istituto Teologico di Assisi, che è aggregato alla Facoltà di Sacra Teologia della Pontificia Università Lateranense, e nell'Istituto Superiore di Scienze Religiose di Assisi. Dal 2014 è direttore dell'Archivio Storico Diocesano di Città di Castello. Il 13 febbraio 2023 è stato nominato dal vescovo Luciano Paolucci Bedini vicario generale della diocesi di Città di Castello.

## Biografia
Nato ad Arezzo il 22 giugno 1971, fin dal giorno della nascita risiede a Sansepolcro, città d'origine della sua famiglia, che vanta origini polacche da parte paterna. Compie gli studi inferiori e medi a Sansepolcro e quelli liceali a Città di Castello. Consegue la laurea in lettere presso l'Università degli Studi di Perugia, dove studia storia medievale prima con Ugolino Nicolini e poi con Giovanna Casagrande, nel 1994 prosegue la formazione scientifica nell'Università degli Studi di Pisa, con il conseguimento del perfezionamento in Esegesi delle fonti medievali con i professori Marco Tangheroni e Cinzio Violante. Nel 1995 ottiene anche il diploma in archivistica, paleografia e diplomatica presso l'Archivio di Stato di Perugia e per alcuni anni svolge attività di archivista come libero professionista. Si occupa, ad esempio, del riordino del fondo archivistico Amedeo Potito a Badia Tedalda.
Avviata la formazione al sacerdozio nel Pontificio seminario regionale umbro di Assisi, nel 2005 consegue il baccellierato in Teologia presso l'Istituto Teologico di Assisi. L'anno seguente è ordinato sacerdote dal vescovo di Città di Castello mons. Pellegrino Tomaso Ronchi.
Nel 1999-2000 ha fatto parte del gruppo di lavoro costituito presso l'Università degli Studi di Perugia nell'ambito del «Censimento dei santuari cristiani in Italia», promosso dall'Ecole Française de Rome e dall'Istituto di Ricerche di storia sociale e religiosa di Vicenza. Nel 1996 è tra i soci fondatori dell'Associazione Storica dell'Alta Valle del Tevere, di cui è presidente dal 2016 e della cui rivista, Pagine altotiberine è direttore responsabile dal 1997. Dall'11 settembre 2008 all'11 settembre 2013 è stato direttore del Museo del Duomo di Città di Castello e nell'anno 2011/2012 è stato anche vice rettore del Pontificio seminario regionale umbro.
È parroco e rettore a Città di Castello presso il santuario della Madonna delle Grazie. Il 18 ottobre 2013 è stato nominato membro del collegio dei consultori della Diocesi di Città di Castello. Dall'8 ottobre 2014 è direttore dell'Archivio Storico Diocesano e della Biblioteca diocesana Storti-Guerri di Città di Castello e dal 2015 dirige la collana Castellana Ecclesia. Studi sulla Diocesi di Città di Castello, pubblicata dalla Pliniana Editrice. Dal 22 giugno 2018 è vicedirettore dell'Archivio storico diocesano di Sansepolcro.
Dall'anno accademico 2008/2009 all'anno accademico 2020/2021 è stato professore di Storia della Chiesa medievale presso l'Istituto Teologico di Assisi, dove ha tenuto anche corsi di Studi francescani. Nell'Istituto Superiore di Scienze Religiose di Assisi ha tenuto anche il corso di Storia della Chiesa in Umbria. Ha inoltre tenuto corsi presso la Pontificia Facoltà Teologica Marianum di Roma e l'Istituto Superiore di Scienze Religiose "Beato Gregorio X" di Arezzo (Storia della Chiesa locale).
È membro di varie istituzioni scientifiche e culturali, tra cui l'Istituto Storico dell'Ordine dei Servi di Maria (Roma), la Deputazione di Storia Patria per l'Umbria (Perugia), la Deputazione di Storia Patria per la Toscana (Firenze), la Società Internazionale di Studi Francescani (Assisi), l'Associazione Archivistica Ecclesiastica (Città del Vaticano, ricoprendo la carica di consigliere nei trienni 2014-2017, 2021-2024 e 2024-2027) e l'Accademia Petrarca di lettere, arti e scienze.

## Scritti
Tra le sue pubblicazioni si segnala A servizio dell'altissimo creatore. Aspetti di vita eremitica tra Umbria e Toscana nei secoli XIII-XIV (Assisi, Porziuncola, 2010, ISBN 978-88-270-0695-5). In questo saggio l'autore studia, tra l'altro, le pergamene degli antichi archivi degli eremi di Montevicchi e della Barucola, che rappresentano uno dei maggiori casi di conservazione di archivi eremitici in Italia. Significativo anche l'apporto dato allo studio della storia dell'eremo di Montecasale, al quale ha dedicato alcuni saggi (in parte riediti nel volume del 2007) che mostrano come dopo il 1269 nell'eremo la comunità francescana sia stata sostituita da una forma eremitica legata al vescovo di Città di Castello; l'analisi della documentazione notarile ha inoltre evidenziato come presenza di un'immagine della Vergine Maria faccia dell'eremo, nei secoli XIII e XIV, un vero e proprio santuario mariano.
Nel 2012 ha pubblicato Una presenza che fa storia. La Chiesa in Umbria dalle origini alla metà del XX secolo (Assisi, Cittadella, ISBN 978-88-308-1263-5), piccolo manuale a uso degli insegnanti di religione nelle scuole secondarie.
Nel 2016 è uscita la monografia Studiare, predicare, leggere. Scuole ecclesiastiche e cultura religiosa in Alta Valle del Tevere nei secoli XIII-XV (Selci-Lama, Editrice Pliniana, 2016, ISBN 978-88-97830-52-8).

### Studi su san Francesco d'Assisi e il francescanesimo
Si è interessato anche a temi di storia francescana. I saggi raccolti nel volume Eremo, convento, città. Un frammento di storia francescana: Sansepolcro, secoli XIII-XV (Assisi, Porziuncola, 2007, ISBN 978-88-270-0597-2, vincitore del premio “Achille Bertini Calosso” nel 2009) ricostruiscono le modalità di insediamento dei frati Minori nell'Umbria medievale e, in particolare, a Sansepolcro, presentato come caso esemplare della storia del francescanesimo nei primi due secoli.
Ha dedicato attenzione alla regola di san Francesco d'Assisi e agli sviluppi costituzionali dell'Ordine dei Frati Minori, nelle sue diverse ramificazioni, curando alcuni volumi della collana Itinera Franciscana, pubblicata dall'Istituto Teologico di Assisi: P. Maranesi - L. Lehmann – C. Vaiani – E. Scognamiglio, Un testo identitario. Metodo e temi di lettura della Regola di Francesco d'Assisi, a cura di A. Czortek (Assisi, Cittadella, 2013, ISBN 978-88-308-1336-6); F. Accrocca - L. Bertazzo - P. Maranesi - L. Pellegrini, L'identità in cammino. Povertà e penitenza, predicazione e studi nello sviluppo dei testi legislativi dei frati Minori (secoli XIII-XVI), a cura di A. Czortek (Assisi, Cittadella, 2014, ISBN 978-88-308-1416-5); F. Accrocca - P. Maranesi - M. Melone - L. Pellegrini, Odorifera Verba Domini mei. La predicazione minoritica da Francesco fino ai cappuccini (Assisi, Cittadella, 2015, ISBN 978-88-3081486-8); La misericordia: da frate Francesco al francescanesimo. Un itinerario evangelico accanto alla sofferenza dell’uomo (Assisi, Cittadella, 2016, ISBN 978-88-308-1551-3); Frate Francesco e i suoi frati lungo i secoli. Dalla prima fraternità alla divisione dell'Ordine con la bolla Ite Vos (Assisi, Cittadella, 2018, ISBN 978-88-308-1655-8).

### Studi su Sansepolcro
Particolare interesse ha rivolto allo studio della storia di Sansepolcro, fin dalla pubblicazione della tesi di laurea: Un'abbazia, un comune: Sansepolcro nei secoli XI-XIII (Città di Castello, Tibergraph, 1997), saggio critico e documentato sulla storia istituzionale del comune di Sansepolcro.
Tra 2009 e 2012 ha coordinato il progetto scientifico La nostra storia. Lezioni sulla storia di Sansepolcro (2009-2012), curandone la pubblicazione degli atti (2010-2013).
Nel 2013, insieme a Massimiliano Bassetti ed Enrico Menestò, ha curato il volume Una Gerusalemme sul Tevere. L'abbazia e il «Burgus Sancti Sepulcri» (secoli X-XV) (Spoleto, CISAM, 2013, ISBN 978-88-6809-017-3).
Nel 2018, insieme a Francesca Chieli, ha pubblicato La nascita di una diocesi nella Toscana di Leone X: Sansepolcro da borgo a città (Roma, Istituto Storico Italiano per il Medioevo, 2018, ISBN 978-88-98079-74-2, collana "Italia sacra. Studi e documenti di storia ecclesiastica", n.s. 4), che presenta e analizza una documentazione in precedenza inedita dalla quale è possibile ricostruire le tappe del processo sociale, politico ed ecclesiale che si sviluppa tra 1400 e 1520 e che porta alla creazione della Diocesi di Sansepolcro da parte di papa Leone X.
Gli studi sulla diocesi sono confluiti nella raccolta Dal Tevere al Bidente. Studi sulla Diocesi di Sansepolcro (Selci-Lama, Pliniana, 2022, ISBN 979-12-8036-5125).

## Riconoscimenti e onorificenze
Nel 2009 vince il premio "Achille Bertini Calosso" conferito dalla Deputazione di Storia Patria per l'Umbria con l'opera Eremo, convento, città. Un frammento di storia francescana: Sansepolcro, secoli XIII-XV, pubblicata nel 2007.
Il 12 febbraio 2013 è stato nominato canonico onorario della cattedrale di Arezzo.
Il 15 maggio 2019 è stato nominato socio onorario dell'Associazione "Vivere a Borgo Sansepolcro".